# Jorge Villalobos Villalobos
Jorge Villalobos Villalobos (San Isidro de Heredia, 1921 – San José de Costa Rica, 2000) fue un compositor, maestro de capilla, y profesor de música costarricense, galardonado con el Premio Nacional de Música de Costa Rica en 1970, que desarrolló buena parte de su carrera en España.

## Vida
Jorge Villalobos Villalobos inició su formación musical, bajo la dirección del maestro Alfredo González Hernández, organista graduado del Conservatorio Santa Cecilia de Roma. Posteriormente, realizó sus estudios de piano con el maestro Miguel Ángel Quesada, en el Conservatorio de la Universidad de Costa Rica, institución donde obtuvo el título de Profesor de Música para la Enseñanza Secundaria. En 1954 se graduó en el curso de Metodología para la Enseñanza de la Música en los Colegios y Apreciación Musical, impartido igualmente por la Universidad de Costa Rica. En 1960 obtuvo el título de Maestro Normal y Postgraduado del Instituto Nacional de Formación Profesional del Magisterio de San José.
En 1970 fue laureado con el Premio Nacional de Música de Costa Rica, "Aquileo J. Echeverría", en reconocimiento a su "Concierto de Obras Corales". En 1971 fue becado por el entonces Instituto de Cultura Hispánica para llevar a cabo estudios en el Real Conservatorio Superior de Música de Madrid, donde, por más de cuatro años, se especializó en Armonía y Composición bajo la dirección de Enrique Massó Ribot y Ángel Vázquez, respectivamente, antes de retornar a su patria. 
A partir de entonces pasó frecuentes temporadas en España. En 1987 dirigió al Orfeón Santa Teresa de Guadalajara con motivo de las solemnidades  de la beatificación de las Mártires Carmelitas de Guadalajara, ocasión en que se ejecutó música suya compuesta para estos actos, que fueron retransmitidos por RTVE.

## Obra
Dentro de su notable producción como compositor, cabe destacar una serie de obras corales ("Misa en Castellano", "Réquiem" y "Misa Comunitaria del año 1971"); obras vocales ("Lamento", "Luz del Mundo", "Canto a la Patria", "Romance del Amor Logrado y varios villancicos con letra del poeta colombiano Fernando Urbina: "Viento de la Tarde", "La Ronda", "Villancico del Poeta", etc.); instrumentales ("Polonesa en Fa" para piano y "Junto al Arroyo", para violín y piano) y sinfónicas ("Sinfonía en Si bemol" y "Concierto para Piano en Fa").